# Mil Mi-4
Die Mil Mi-4 (russisch Миль Ми-4, NATO-Codename: Hound) ist ein in der UdSSR von Mil entwickelter und gefertigter mittlerer Transporthubschrauber.

## Geschichte
Im September 1951 beschloss die sowjetische Regierung, den Hubschrauberbau zu forcieren. Als Ergebnis hierzu entstanden die Jakowlew Jak-24 und die Mil Mi-4. Die Konstruktion der Mi-4 begann bereits im Oktober 1951, dabei lehnte sich Mil in der Auslegung sicherlich auch an die amerikanische Sikorsky S-55 an, ohne diese jedoch zu kopieren. Die Mi-4 ist eine eigenständige Konstruktion. Der Erstflug des noch mit einem 735,5 kW (1000 PS) starken Schwezow-ASch-62-IR-Sternmotor ausgerüsteten Prototyps fand im Mai 1952 statt. Für die Serienversionen wurde jedoch ein 1694 PS starker Schwezow-ASch-82W-Sternmotor verwendet, mit dem die Mi-4 die S-55 leistungsmäßig übertraf.
In der Öffentlichkeit wurde die Mi-4 erstmals bei der Flugschau in Tuschino 1953 vorgeführt. Damals erhielt sie den NATO-Code Type 36, mit der Einführung der Codenamen ab 1955 wurde sie jedoch als „Hound“ bezeichnet. Hergestellt wurde die Mi-4 in einem Werk in Kasan.

## Varianten
Die Produktion belief sich auf etwa 3500 von 1953 bis 1969 in der Sowjetunion gebauten Mi-4 plus einer Lizenzfertigung von 545 in China von 1958/59 bis 1980 gebauten Z-5.
- Mi-4A „Hound-A“: Sturmtruppentransporthubschrauber
- Mi-4AW „Hound-A“: bewaffneter Sturmtruppentransporthubschrauber
- Mi-4BT „Hound-B“: Minensuchvariante mit Skiern
- Mi-4GF „Hound-A“: demilitarisierte zivile Passagierversion
- Mi-4L (Ljukes): zivile VIP-Variante mit sechs Sitzen
- Mi-4M „Hound-C“: bewaffneter Angriffshubschrauber mit MG in Kinnturm, auch als Mi-4WM bezeichnet.
- Mi-4ME „Hound-C“: bewaffnete Exportvariante des Angriffshubschraubers Mi-4M
- Mi-4MA „Hound-B“: ASW-(Anti-U-Boot)-Variante mit topfförmigem Radom unter dem Bug und absenkbarem MAD unter dem Rumpfheck.
- Mi-4MR „Hound-C“: verbesserter Angriffshubschrauber
- Mi-4MT „Hound-B“: U-Boot-Jäger-Variante der Mi-4M, mit Torpedo ausgerüstet
- Mi-4MU „Hound-C“: verbesserter Angriffshubschrauber
- Mi-4P „Hound-A“: zivile Passagierversion für bis zu 16 Passagiere, rechteckige Fenster.
- Mi-4PL „Hound-B“: U-Boot-Jäger-Variante
- Mi-4PS „Hound-A“: Such- und Rettungshubschrauber-Variante
- Mi-4SchCh „Hound-A“: zivile Polarvariante der Mi-4FW als Lastenhubschrauber der sowjetischen Arktis- und Antarktis-Forschungsstationen
- Mi-4S (Salon): zivile VIP-Variante mit zehn Sitzen
- Mi-4SCh „Hound-A“: agrikultureller Sprühhubschrauber für die Landwirtschaft mit einem Chemikalienbehälter in der Kabine
- Mi-4T „Hound-A“: Basis-Truppentransportvariante mit runden Fenstern
- Mi-4WL „Hound-A“: Feuerbekämpfungs-Variante
- Mi-4WM „Hound-B“: U-Boot-Jäger-Variante WM-12
- Mi-4WP „Hound-A“: zivile Passagierversion
- Harbin Z-5: chinesischer Lizenznachbau

## Einsatzländer
- Afghanistan
- Albanien
- Algerien
- Ägypten
- Bhutan
- Bulgarien

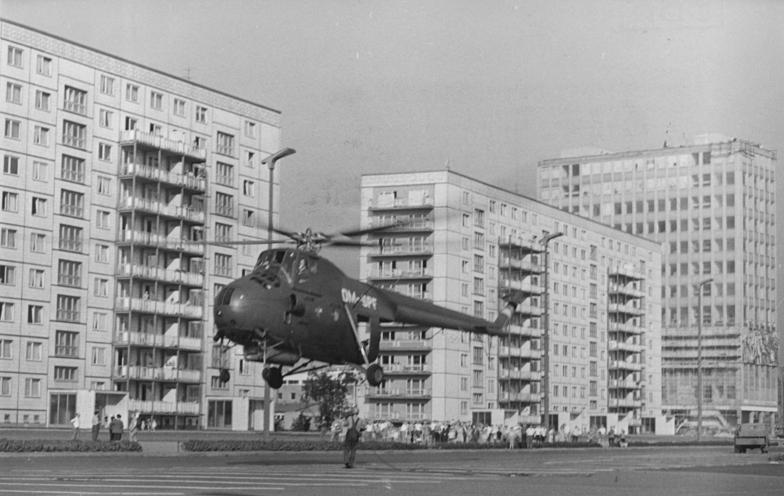
Mi-4 der Interflug bei Montagearbeiten in der Karl-Marx-Allee in Ost-Berlin (Foto: 1964)

- Deutsche Demokratische Republik (vor allem die NVA von Juli 1957 bis 1980 mit rund 48 Exemplaren; weitere sieben flogen bei der Lufthansa der DDR, der späteren Interflug, für Kranflüge)

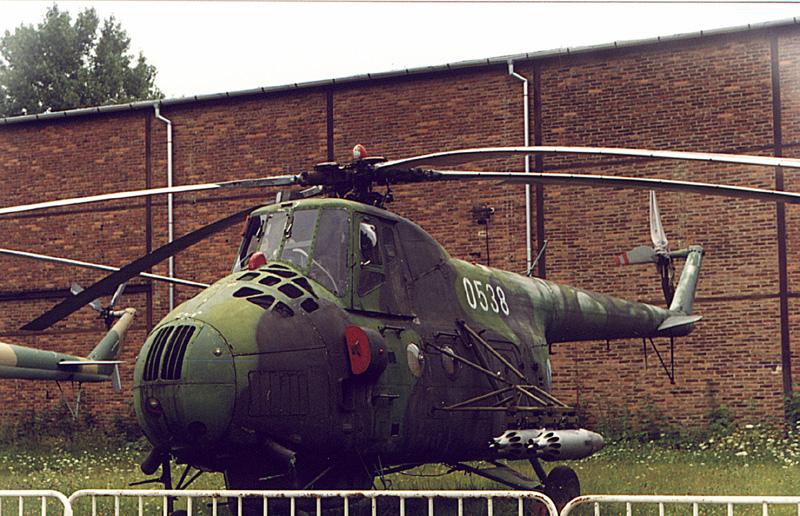
Mil Mi-4 mit UB-16-Abschussbehältern für ungelenkte Raketen im Luftfahrtmuseum Kbely

- Finnland
- Indien
- Indonesien
- Irak
- Jemen
- Jugoslawien
- Kambodscha
- Kuba
- Nepal
- Nordkorea
- Polen
- Rumänien
- Sowjetunion
- Syrien
- Tschechoslowakei
- Ungarn
- Vereinigte Arabische Republik
- Vietnam
- Volksrepublik China

## Bewaffnung
Fest installierte Rohrbewaffnung im Bug
- 1 × 12,7-mm-Maschinengewehr Afanasjew A-12,7 (TBK-481M), beschränkt beweglich in einer NUW-1-Lafette in der Bugspitze eingebaut mit 200 Schuss Munition

Waffenzuladung von 1000 kg an vier bis sechs Außenlaststationen
Panzerabwehr-Lenkflugkörper
- 4 × Kolomna 9M14 „Maljutka“ (AT-3 „Sagger“) – funkferngesteuerter (SACLOS) Panzerabwehr-Lenkflugkörper

Ungelenkte Luft-Boden-Raketen
- 4–6 × UB-16-57U-Raketen-Startbehälter (16 ungelenkte Luft-Boden-Raketen S-5, Kaliber 57 mm)

Freifallende Bomben
- 4 × FAB-250 (250-kg-Freifallbombe)
- 6 × FAB-100 (100-kg-Freifallbombe)

## Technische Daten

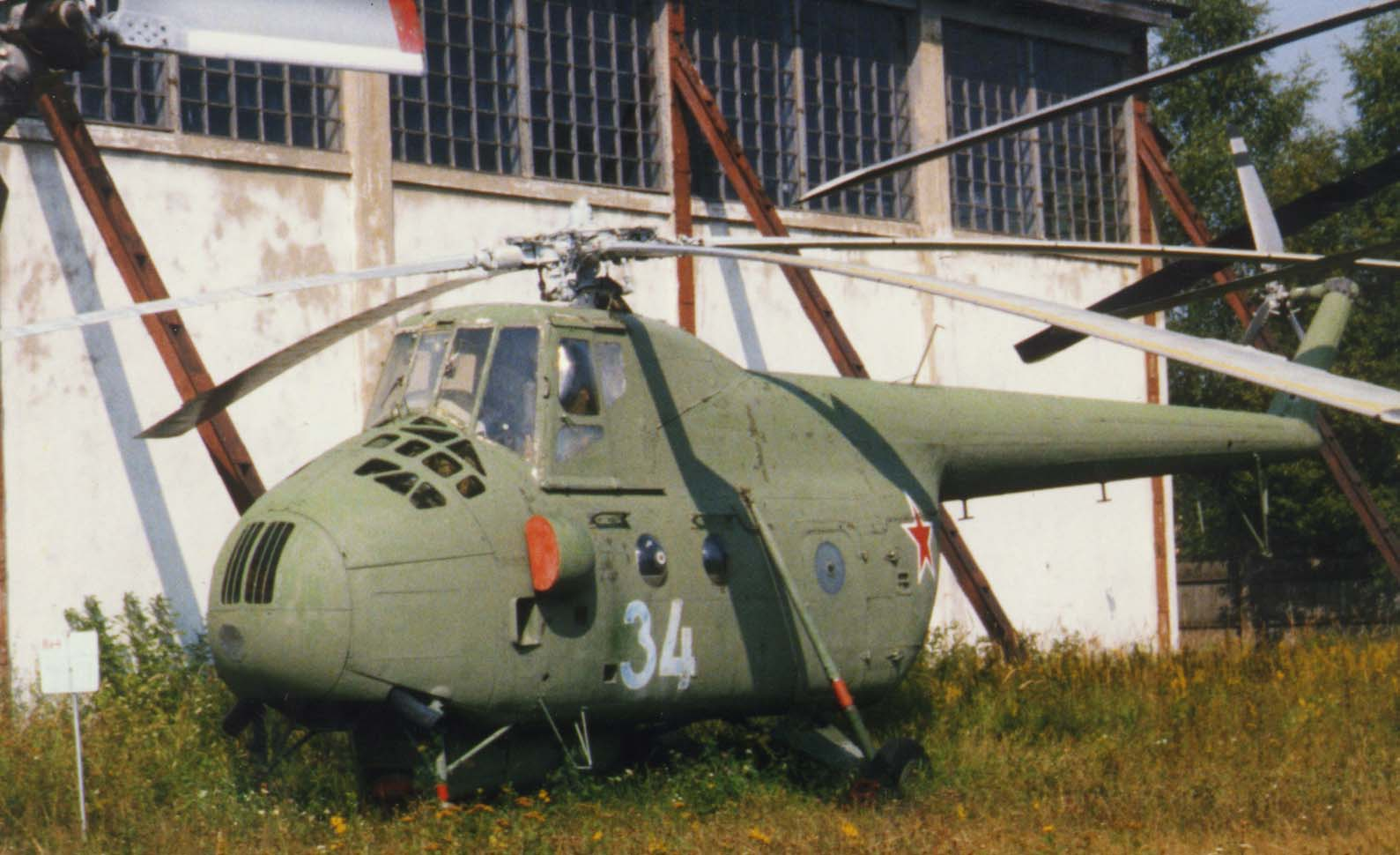
Mil-4

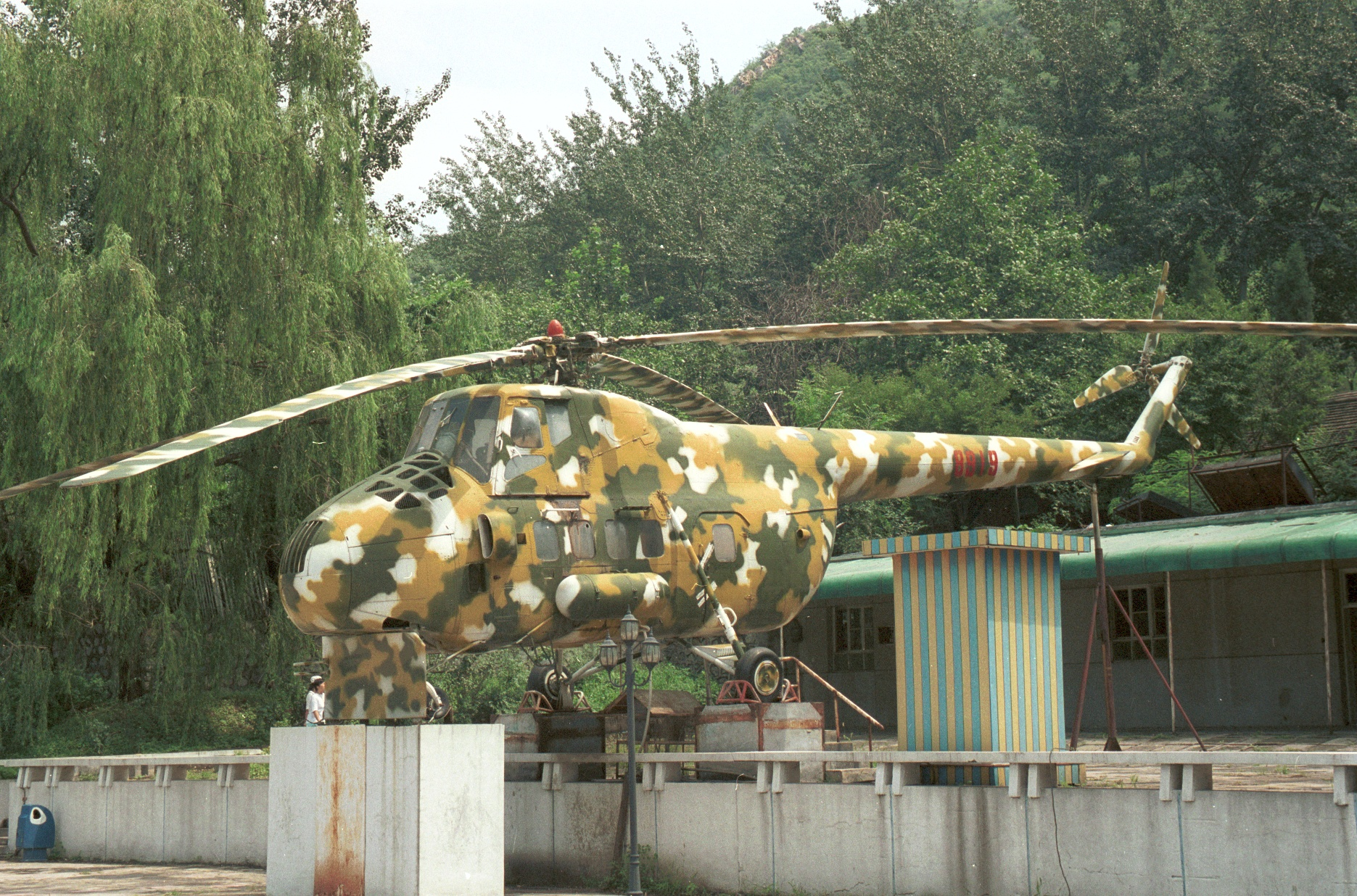
Harbin Z-5, s/n 8919, im Luftfahrtmuseum Datang Shan im Norden Pekings

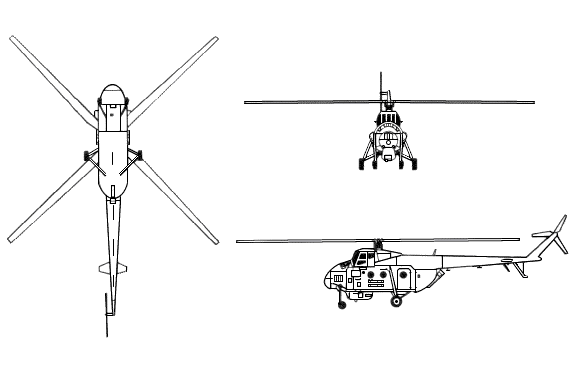
Dreiseiten-Ansicht

| Kenngröße                    | Daten                                                               |
| ---------------------------- | ------------------------------------------------------------------- |
| Typ                          | Transporthubschrauber                                               |
| Gewicht                      | leer 5400 kg normal 7150 kg maximal 7600 kg (Mi-4 P 7800 kg)        |
| Rumpflänge                   | 16,79 m                                                             |
| Hauptrotordurchmesser        | 21,00 m                                                             |
| Länge bei laufenden Rotoren  | 25,02 m                                                             |
| Höhe                         | 4,4 m                                                               |
| Kraftstoffvorrat             | 1000 l                                                              |
| Geschwindigkeit              | max. 185 km/h                                                       |
| Reisegeschwindigkeit         | 160 km/h                                                            |
| Reichweite                   | max. 425 km                                                         |
| Reichweite mit max. Zuladung | 200 km                                                              |
| Überführungsreichweite       | 410 km                                                              |
| Dienstgipfelhöhe             | 4000–4200 m                                                         |
| Schwebeflughöhe              | max. 1700 m                                                         |
| Steigzeit auf 3600 m         | 16 min                                                              |
| Triebwerk                    | ein 14-Zylinder-Doppelsternmotor Schwezow ASch-82W                  |
| Startleistung                | 1250 kW (1694 PS)                                                   |
| Zuladung                     | bis zu 14 Soldaten oder 1200 kg Fracht                              |
| Besatzung                    | 2                                                                   |
| Bewaffnung                   | MG-Stand NUW-1 mit einem 12,7-mm-MG TKB 481 (A-12,7) und 200 Schuss |